# Attheyella obatogamensis
Attheyella obatogamensis är en kräftdjursart som först beskrevs av Willey 1925.  Attheyella obatogamensis ingår i släktet Attheyella och familjen Canthocamptidae. Inga underarter finns listade i Catalogue of Life.